# Adad-nīrārī III.

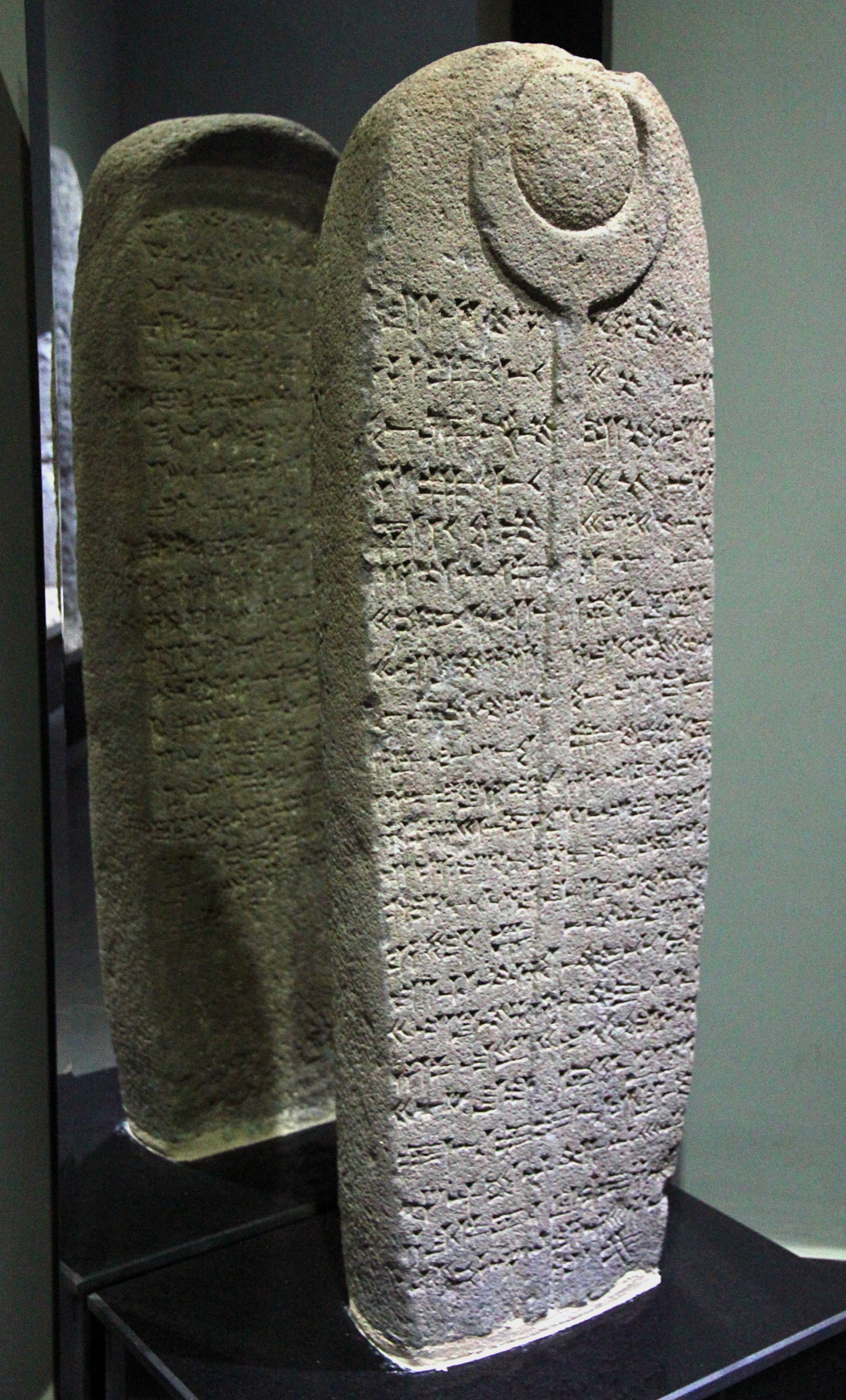
Stele Adad-Niraris im Museum Kahramanmaraş

Adad-nīrārī III. war König des Assyrischen Reiches in den Jahren 810–781 v. Chr. (alternative Datierung: 811–783 v. Chr.).

## Leben
Adad-nīrārī war der Sohn und Nachfolger des Königs Šamši-Adad V., war aber bei dessen Tod noch minderjährig, so dass seine Mutter Šammuramat die Regentschaft übernahm. Diese war vermutlich das historische Vorbild der Semiramis. Bereits Šamši-Adad V. hatte sich mit ehrgeizigen Offizieren und Lokalherrschern auseinandersetzen müssen, und diese Regentschaft bedeutete eine weitere Schwächung der königlichen Macht. Diese wieder zu stärken und auch außenpolitisch an die Erfolge seines Großvaters, Salmānu-ašarēd III., anzuknüpfen, war das Ziel Adad-nīrārīs, das er energisch verfolgte.
Die Quellen berichten entsprechend von zahlreichen Feldzügen während seiner fast 30-jährigen Herrschaft. Die meisten seiner Feldzüge gingen nach Westen, der erste, nach der Eponymenchronik, 805 v. Chr. Nach der Tell al-Rimah-Stele zog Adad-nīrārī gegen die Hethiter und die Amoriter, unterwarf sie und machte sie tributpflichtig „im selben Jahr“. Er zog nach Westen und erreichte das Mittelmeer („das große Meer, wo die Sonne versinkt“). In Arwad, „in der Mitte des Meeres“ errichtete er eine Bildstele. Im Libanon schlug er Holz ein, 100 ausgewachsene Zedern, die er für Paläste und Tempel benötigte.
Der bedeutendste Feldzug dürfte der gegen Ben-Hadad III., den König von Aram, gewesen sein, das Adad-nīrārī um 796 v. Chr. belagern ließ. Dadurch war dem Reich Israel unter Joasch (der den Assyrern Tribut entrichtete) und Jerobeam II. Gelegenheit gegeben, sich zu erholen, da der Druck durch das Reich Damaskus an ihrer Nordgrenze wegfiel. Damaskus, 796 v. Chr. unterworfen, zahlte 2000 Talente Silber, 1000 Talente Kupfer, 2000 Talente Eisen, vielfarbige und einfarbige Leinengewänder als Tribut (nach der Rimah-Stele, die Zahlen schwanken).
Ferner empfing Adad-nīrārī den Tribut des Joasch von Samaria, von Tyros, Sidon und von „allen Königen des Landes Nairi“.
801 v. Chr. und 791 v. Chr. zog er gegen Hubuškia, 798 v. Chr. gegen Lušia. Tadmor nimmt an, dass er im Rahmen dieser Feldzüge den Tribut von Na'iri entgegennahm.

## Nachfolger
Dem Tod Adad-nīrārīs folgte in Assyrien eine Periode der Schwächung der Königsmacht, in der erneut lokale Gewalten und die Heerführer an Einfluss gewannen. Erst Tukulti-apil-Ešarra III. gelang rund vierzig Jahre später die Wiederherstellung der königlichen Machtposition.